# Slagsta hällristning

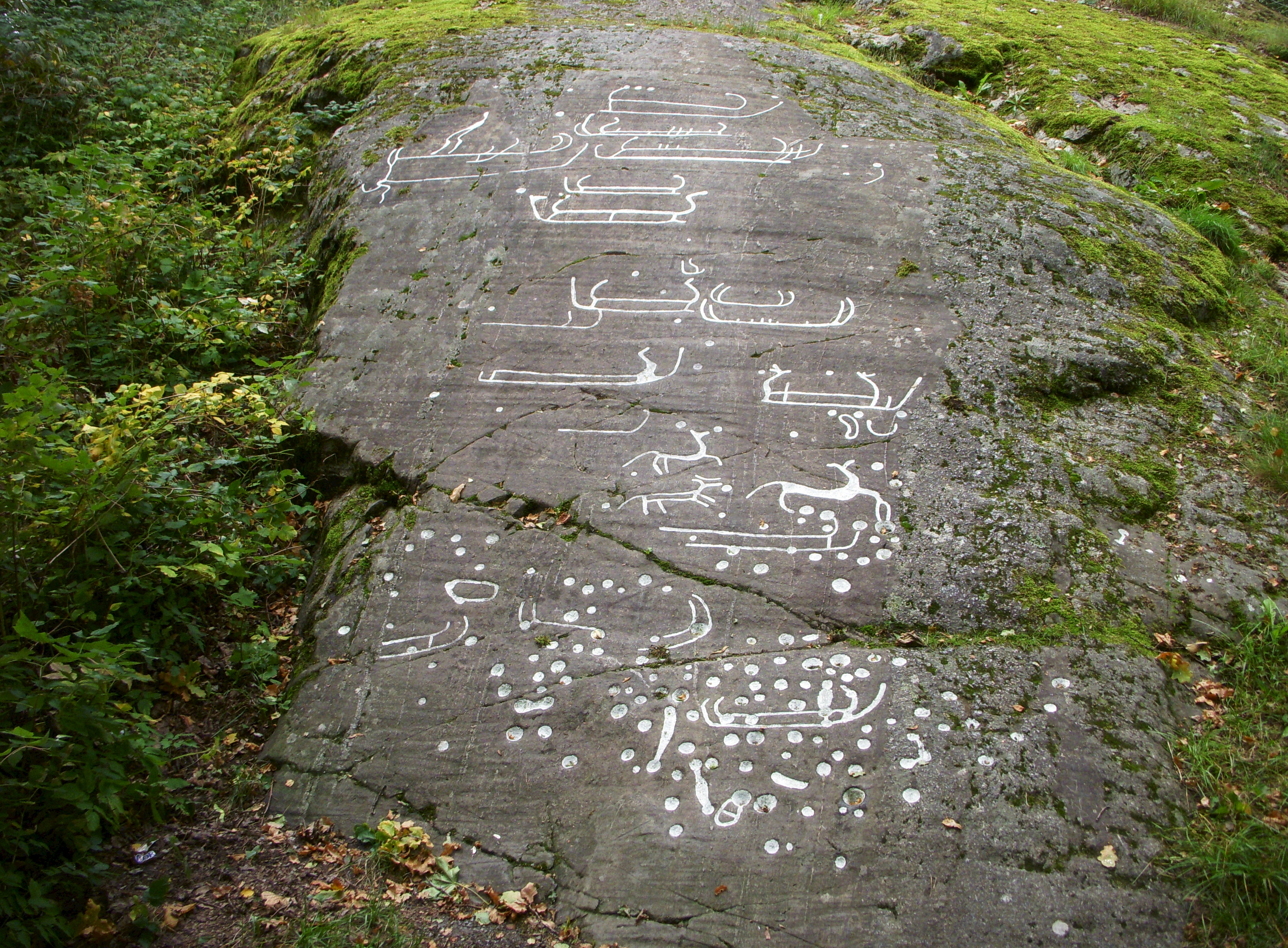
Slagsta hällristning med ny imålning, september 2017.

Slagsta hällristning är en hällristning i Slagsta, Botkyrka kommun, som upptäcktes 1971. Hällristningen ligger längs med Hallunda kulturstig, mitt emot Slagsta motell. Ristningen är ett lagskyddat fornminne.

## Beskrivning
Hällristningen, som är Stockholms läns största, är från bronsåldern. Enligt en inventering 2017 består den av 18 skepp, tre djurfigurer, två fotsulor, 210 skålgropar, 1 slipad yta (kana), 9 fragment, 5 rännor samt två människofigurer. Den ena av människorna har karakteristiskt utformade ben med kraftiga vader. Under densamma finns ett grunt ristat skepp avbildat. Den totala bearbetade ytan är 4,8 x 3,3 meter.
Slagstaristningen upptäcktes 13 september 1971 av en slump när den hamnade mitt i vägbygget för Botkyrkaleden. Hällen var då helt övervuxen och okänd. Intill vägbygget pågick arkeologiska undersökningar och en av arkeologerna, Rudolf Hansson, blev nyfiken på hällen. När han lyfte bort en bit mossa kom en skeppsbild fram. Vägmyndigheterna ändrade i sista minuten vägsträckningen och hällen fick ligga kvar. Hällen är daterad till 1800–500 år f.Kr., men förmodligen är den utförd under den yngre bronsåldern. Vad denna plats betydde för bronsålderns människor är inte helt klarlagd. Troligt hade platsen en rituell-magisk innebörd där människan riktat sig mot en högre makt.

## Bilder, detaljer

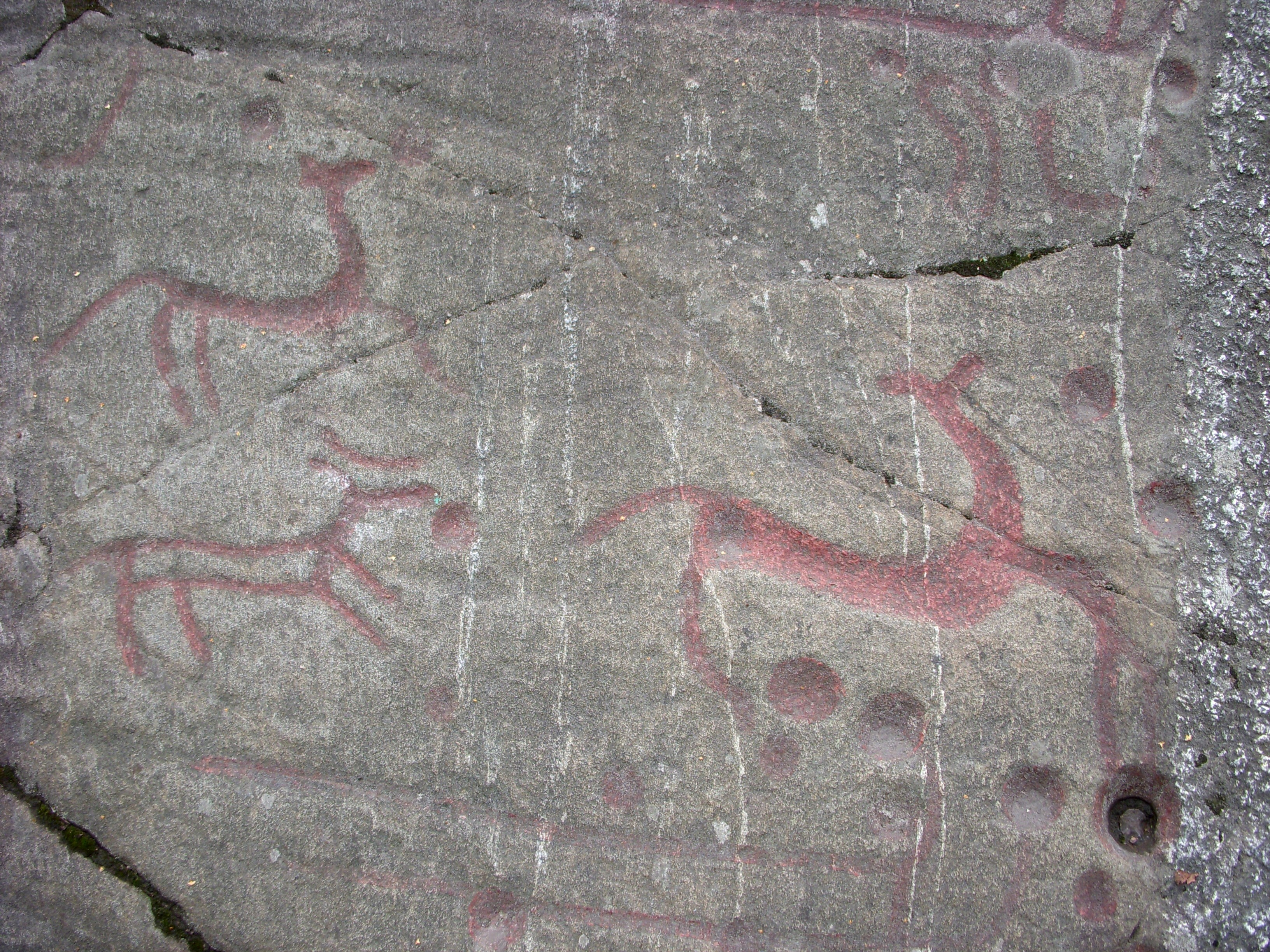
Djurfigurer
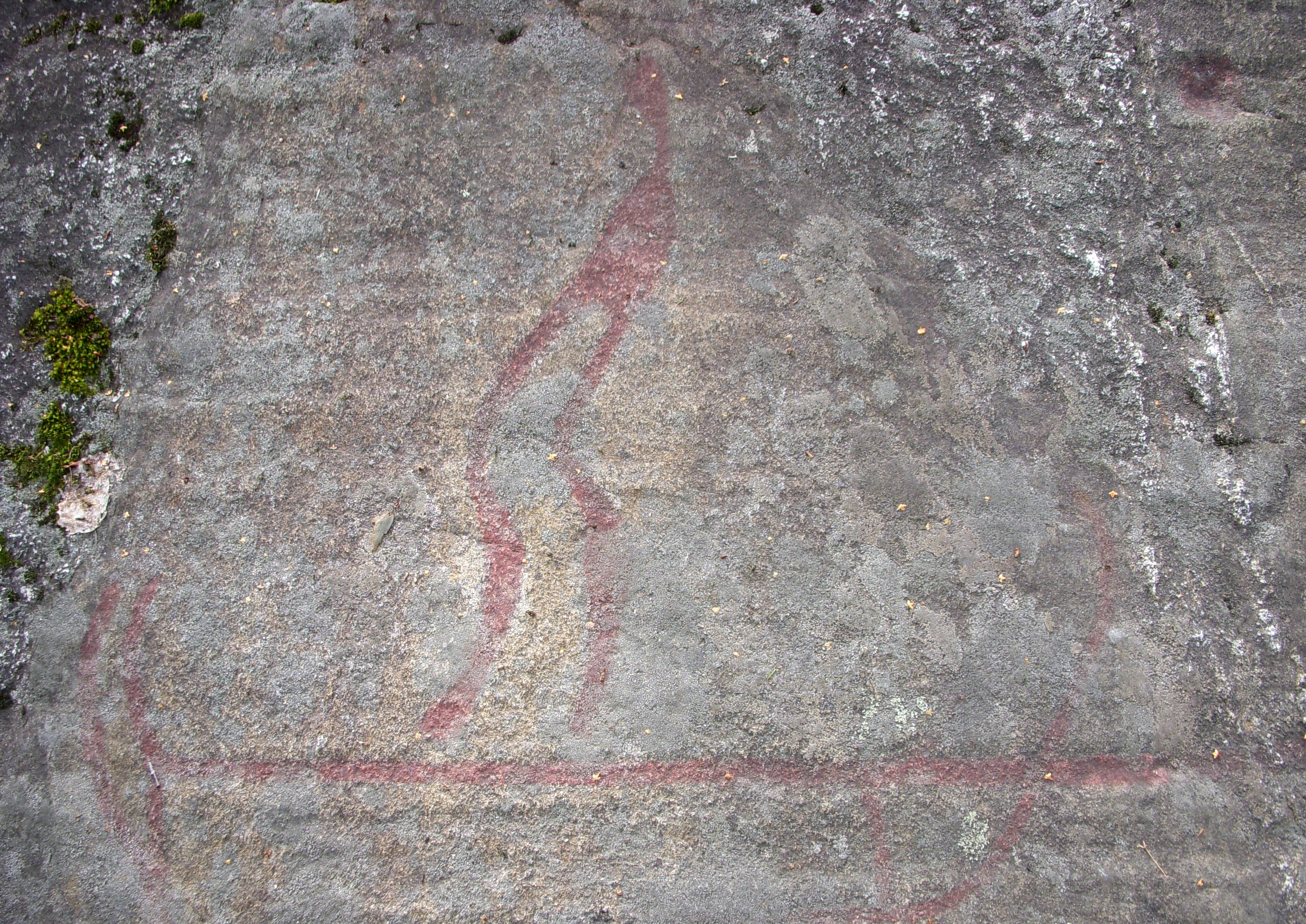
Människofigur
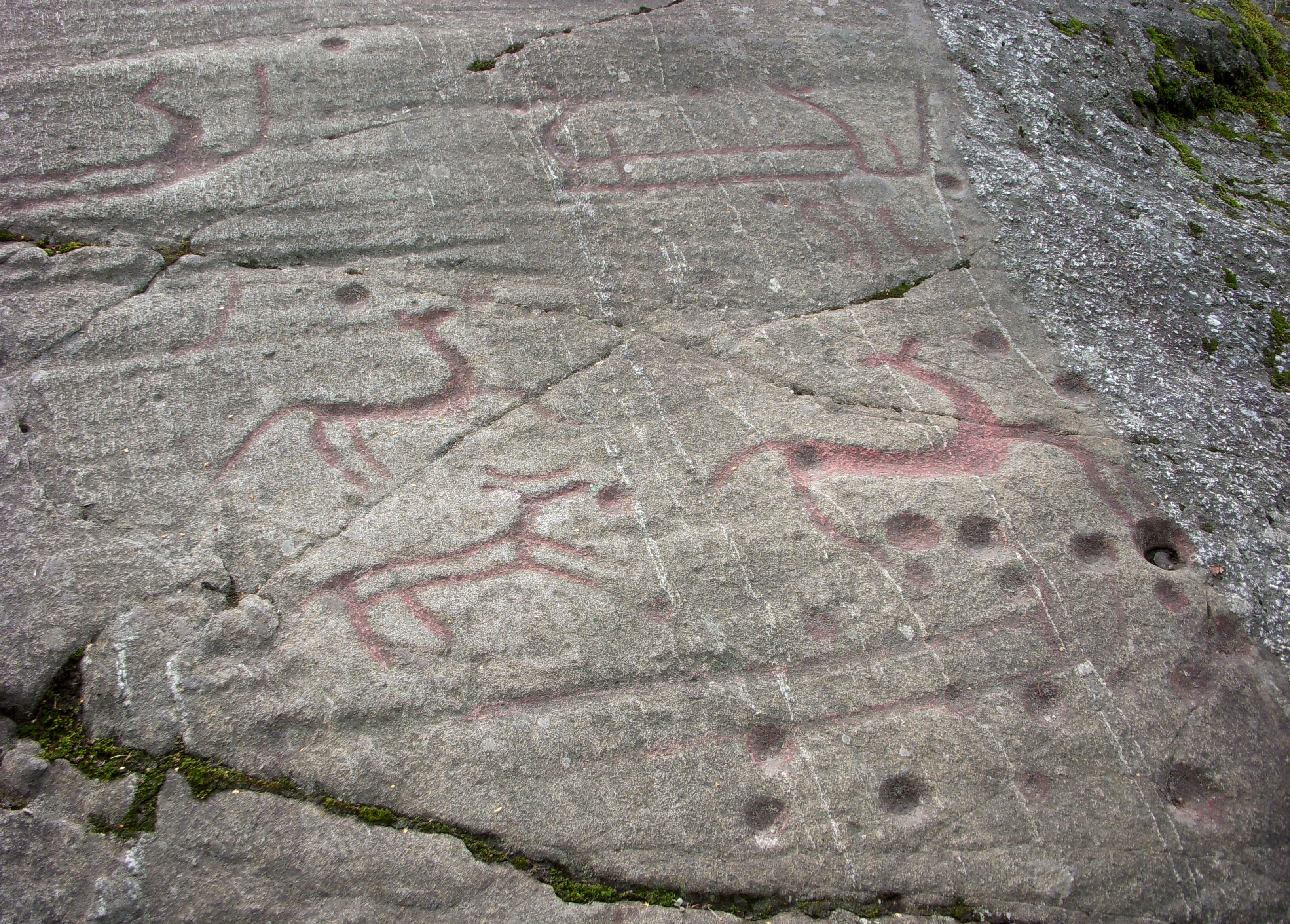
Djur- och båtfigurer
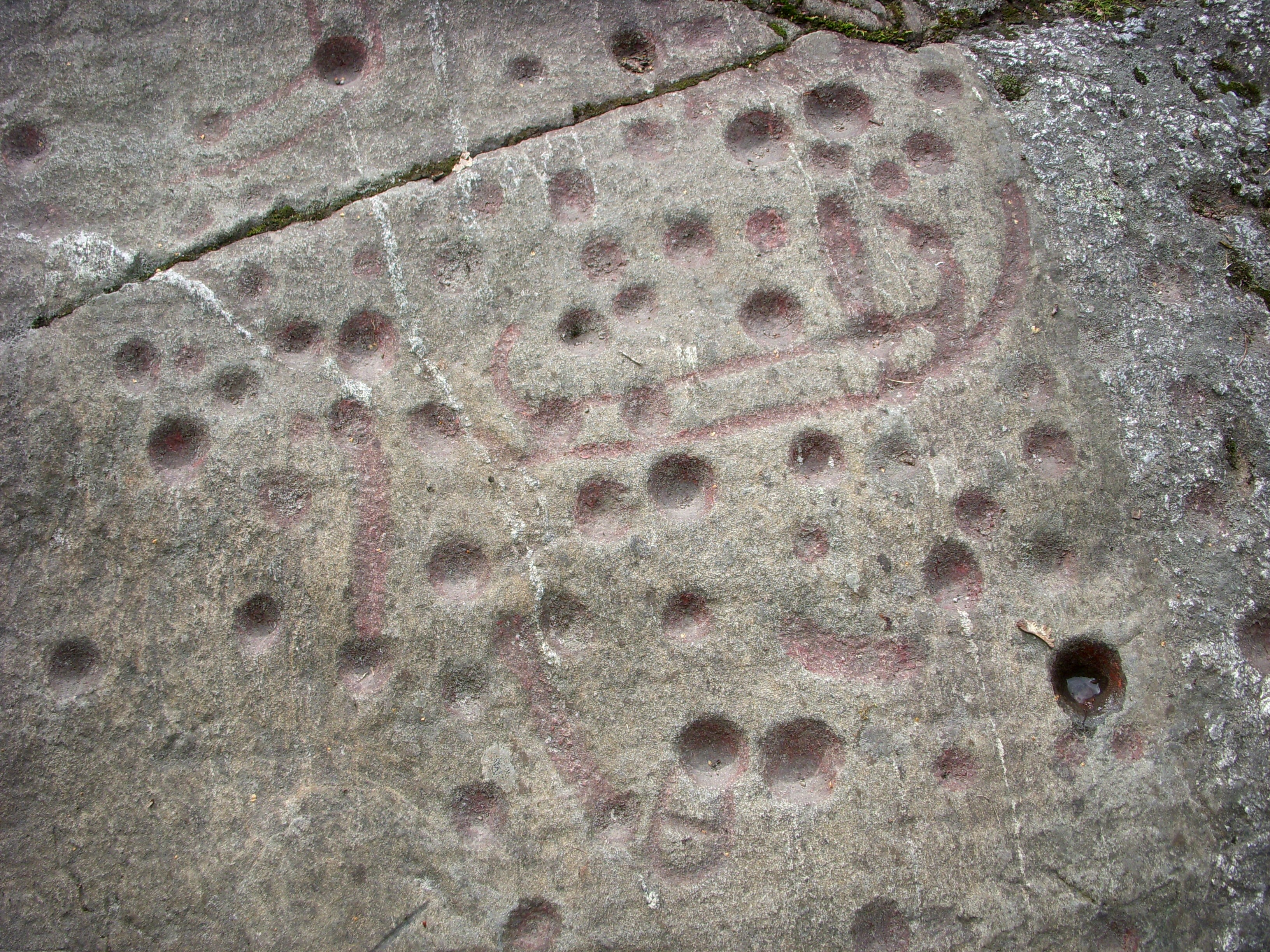
Båtfigurer och skålgropar